# Васильев, Александр Михайлович (железнодорожник)
Александр Михайлович Васильев (февраль 1891, Вышний Волочёк — 2 января 1952, Тверская область) — начальник Московско-Окружной железной дороги.

## Биография
Родился в феврале 1891 года в городе Вышний Волочек (ныне Тверской области) в семье железнодорожника. После окончания городского училища в 1909 году пришел работать на железную дорогу.
Трудовой путь начал учеником, а затем поденным конторщиком на, весовщиком на станции Вышний Волочек, потом дежурным по станции Леонтьево. Во время первой мировой войны — начальник разъезда № 15 и дежурный по станции Ларга Юго-Западной железной дороги. В 1917 году вернулся в родные края и вновь работал на станциях Вышний Волочек и Леонтьево.
С 1926 по 1934 годы работал начальником станции Тверь, крупнейшей на Октябрьской железной дороги. Одновременно окончил шестимесячные курсы при Ленинградском институте инженеров железнодорожного транспорта. С 1934 по август 1937 года — начальник Бологоловского района Октябрьской дороги, начальник Ржевского отделения движения, начальник службы движения Калининской дороги.
С августа 1937 года А. М. Васильев — начальник Калининской железной дороги. В 1939 году, после XVIII съезда партии его докладная записка о состоянии дел на дороге, анализом проделанного и намеченных планах на будущее был замечена наркомом Кагановичем и разослана всем начальникам дорог. В том же году Васильев награждён первым орденом Ленина.
В июне 1940 года А. М. Васильев назначен начальником Ленинградской железной дороги. К 19 июня 1941 года магистраль под его руководством досрочно выполнила годовой план. А через несколько дней началась война.
На второй день войны А. М. Васильев возглавил работу по формированию ремонтно-восстановительных подразделений Их главная задача состояла в незамедлительном устранении последствий налетов авиации, артиллерийских обстрелов и восстановлении движения поездов. 29 августа 1941 года прекратилось движение по последней — Московской — линии, Ленинград лишился железнодорожного сообщения. За два месяца из города были отправлены сотни эшелонов с оборудованием заводов, имуществом учреждения и жителями города. Ленинградская магистраль работала под постоянным огнём противника.
В декабре 1941 года, в связи с занятием противником почти все Ленинградской дороги, А. М. Васильев самолетом был вывезен в Вологду. В январе 1942 года назначен Уполномоченным Наркомата путей сообщения и Членом Военного совета Калининского фронта. На этой должности, помимо организации перевозок, приложил немало усилий для восстановления участок дороги Осташков — Великие Луки, Соблаго — Торжок. Насколько недель работал в наркомате заместителем начальника службы движения дорог Северо-запада. В феврале был вновь назначен начальником Калининской дроги, но уже через месяц, по приказу нового наркома Хрулева принял руководство Московско-Окружной железной дорогой.
Эта магистраль — небольшое кольцо в рамках столицы — в войну приобрела важное стратегическое значение: через неё проходили все транзитные поезда с Урала, Сибири и Средней Азии с воинскими грузами для фронта. В июне 1942 года дорога, возглавляемая Васильевым, завоевала первое место в соревнованиях железных дорог. Учитывая громадный опыт Васильева, организаторские способности, его по совместительству назначают начальником движения дорог всего Московского узла. В августе 1943 года коллективу дороги было вручено переходящее Красное знамя Государственного комитета обороны. Три месяца подряд, в сложных условиях военного времени, коллектив дороги удерживал это знамя, перевыполняя задания по погрузке и выгрузке, приему и сдачи поездов.
Указом Президиума Верховного Совета СССР от 5 ноября 1943 года «за особые заслуги в обеспечении перевозок для фронта и народного хозяйства и выдающиеся достижения в восстановлении железнодорожного хозяйства в трудных условиях военного времени» Васильеву Александру Михайловичу присвоено звание Героя Социалистического Труда с вручением ордена Ленина и золотой медали «Серп и Молот».
В октябре 1943 года А. М. Васильев был вновь назначен начальником Калининской железной дороги. В годы войны по заданию наркомата он выезжал в командировки на Свердловскую, Оренбургскую и Московско-Донбасскую железные дороги. В мае 1949 года А. М. Васильеву было присвоено персональное звание генерал-директора движения 1 ранга.
Скончался 2 января 1952 года. Похоронен на Казанском кладбище города Ржев Тверской области.
Награждён двумя орденами Ленина, орденами Отечественной войны 1-й степени, Красной Звезды, «Знак Почета», медалями.